# Kryostega
Kryostega collinsoni
Genre
Espèce
Kryostega est un genre de grands amphibiens temnospondyles du Trias moyen (environ 240 millions d'années) de l'Antarctique. Le genre, et l'unique espèce connue Kryostega collinsoni, sont basés sur un spécimen unique découvert dans la Formation de Fremouw, dans les monts Transantarctiques.

## Description
L'holotype (AMNH 24419), conservé au musée américain d'histoire naturelle, consiste en un museau fossilisé incomplet, comprenant des parties des prémaxillaires droit et gauche, un maxillaire gauche partiel, les deux lacrymaux, une petite partie du nasal gauche, le vomer et un fragment de l'os palatin. De nombreuses dents partielles sont conservées, bien que la plupart aient été cassées à leur base. La partie préservée du crâne mesure 27 cm de long et 21 cm de large, et une longueur totale du crâne d'environ un mètre en a été déduite. La longueur totale du corps a été estimée à 4,57 mètres. Le spécimen a subi quelques dommages lors de son dégagement, et la surface ventrale est mieux préservée que la face dorsale du fossile. Actuellement, une seule espèce est reconnue, K. collinsoni, nommée en l'honneur de James Collinson, géologue spécialiste de l'Antarctique,.

## Découverte
L'unique spécimen de Kryostega a été découvert en 1986 par une l'équipe dirigée par le paléontologue William H. Hammer du Augustana College dans les couches du membre supérieur de la Fremouw à Gordon Valley dans la partie centrale des monts Transantarctiques. Cette partie de la Formation de Fremouw consiste en grande partie en une série de grès volcanoclastiques entrecroisés de 300 mètres d'épaisseur. Kryostega a été trouvé dans un mince conglomérat de galets de siltite à l'intérieur de ces strates, à environ 70 mètres de la base du membre supérieur. Le même lit a produit des restes de Cynognathus, ainsi d'un dicynodonte de la famille des Kannemeyeriidae, un cynodonte et une seconde espèce de grand temnospondyle,.